# タイチャー県
タイチャー県（タイチャーけん、ベトナム語：Huyện Tây Trà / 縣西茶?）は、ベトナム社会主義共和国クアンガイ省にかつて存在した県である。面積は340.47 km²、人口は24,640人（2019年）であった。

## 概要
2020年1月10日にチャーボン県に編入された。

## 行政区画
9社から構成されていた。